# Constantino Ângelo
Constantino Ângelo (em grego: Κωνσταντίνος Ἄγγελος; c. 1093 – após 1166) foi um aristocrata bizantino que casou-se com uma membro da dinastia comnena e serviu como comandante militar sob Manuel I Comneno (r. 1147–1180), servindo no ocidente e no norte e oeste dos Bálcãs como almirante contra os normandos. Foi o fundador da dinastia Ângelo, que governou o Império Bizantino em 1185–1204 e fundou e governou o Despotado do Epiro (1205–1318) e o Império de Salonica (1224–1242/1246).

## Vida
Constantino nasceu em ca. 1093 no seio de uma obscura família da aristocracia local de Filadélfia. O sobrenome da família, "Ângelo", é comumente visto como uma derivação da palavra grega para "anjo", mas essa origem é raramente atestada nos tempos bizantino e é mais provável que o nome deles derivou de A[n]gel, um distrito próximo de Amida na Mesopotâmia Superior. A historiadora Suzanne Wittek-de Jongh sugeriu que Constantino foi o filho de um certo patrício Manuel Ângelo, cujas propriedades próximo de Serres foram confirmadas por uma bula dourada do imperador Nicéforo III (r. 1078–1081), mas isso é improvável.
Apesar de sua origem humilde, Constantino foi relatadamente bravo e de grande beleza, e conseguiu ganhar o coração de Teodora Comnena (nascida em 1097), a quarta filha do imperador Aleixo I (r. 1081–1118) e Irene Ducena. Teodora já havia se casado certa vez com Constantino Curtices, mas seu marido havia morrido sem descendência. O casamento provavelmente ocorreu em ca. 1122, certamente após a morte de Aleixo I; a imperatriz Irene aparentemente desaprovou-o, e esse matrimônio parece ter azedado o relacionamento entre ela e Teodora, que é listada por último e com as provisões menos favoráveis no tipicon que Irene conferiu ao Mosteiro Cecaritomene.
O casamento de Constantino retirou-o da obscuridade e lhe permitiu obter o título de sebastohipertato, um das dignidades bizantinas mais elevadas, dado aos esposos das filhas mais novas do imperador. A posição pode ter sido criada especificamente para Constantino, pois ele é um dos primeiros dois titulares registrados. Suas atividades durante o reinado do irmão de Teodora, João II Comneno (r. 1118–1143), são desconhecidas, mas ele, como seus irmãos Nicolau, João e Miguel, gozou do favor do filho e sucessor de João, Manuel I Comneno (r. 1143–1180). Assim, em 26 de fevereiro de 1147, ele participou no Concílio de Blaquerna que depôs o patriarca constantinopolitano Cosme II Ático, onde foi colocado no quarto lugar na lista de participantes, atrás apenas do herdeiro-aparente, o déspota Bela-Aleixo, o césar João Rogério Dalasseno e o panipersebasto Estêvão Contostefano. No verão de 1149, ele acompanhou Manuel em sua campanha na Dalmácia. Depois de Manuel capturar a fortaleza de Razon, Constantino foi deixado para guardar a área, e lançou uma expedição no vale do Nichava.
Em 1154, como Manuel se preparava para guerrear contra Guilherme II da Sicília, ele nomeou seu tio como comandante da frota bizantina e ordenou-o que prosseguisse para Monemvasia, onde esperou mais reforços. Constantino, contudo, foi persuadido por seus astrólogos que se ele atacasse os sicilianos ele venceria. Desobedecendo as ordens imperiais, ele atacou uma frota siciliana muito maior que retornava de um raide contra o Egito fatímida. No confronto, os bizantinos foram derrotados e muitos de seus navios foram capturados. Seu irmão Nicolau conseguiu escapar com um punhado de navios, mas Constantino foi capturado e preso em Palermo até 1158, quando Manuel concluiu um tratado de paz com Guilherme.
Em junho ou julho de 1166, Manuel incumbiu ele e Basílio Trípsico com a missão de reparar e fortificar as fortalezas de Zemun, Belgrado e Nis, bem como fortalecer a generalidade da fronteira do Império Bizantino com o Reino da Hungria ao longo do curso médio do Danúbio. Como parte deste processo, organizou o reassentamento de Branichevo. A data de sua morte é desconhecida; sua esposa possivelmente morreu antes dele, pois é mencionada pela última vez em 1136.

## Crianças
Através de seu casamento com Teodora, Constantino teve sete crianças, três filhos e quatro filhas. Através de seus filhos, Constantino foi o progenitor da dinastia Ângelo, que produziu três imperadores bizantino em 1185–1204, bem como a dinastia "Ângelo Comneno Ducas" que governou o Epiro e Salonica nos séculos XIII-XIV.
- João Ducas (c. 1125/27 – c. 1200), teve vários filhos de um ou dois casamentos, e um filho bastardo. O último, Miguel I Comneno Ducas (r. 1205–1214/1215), iria fundar o Despotado do Epiro e foi sucedido por seus meio-irmãos.[17]
- Maria Angelina (nascida ca. 1128/1130), casada com Constantino Camitzes, com quem teve algumas crianças, incluindo Manuel Camitzes.[18]
- Aleixo Comneno Ângelo (nascido ca. 1131/1132), casamento e pai de um filho.[19]
- Andrônico Ducas Ângelo (ca. 1133 - antes de setembro de 1185), casamento com Eufrósine Castamonitissa, com quem teve nove crianças, incluindo os imperadores Isaac II (r. 1185–1195, 1203–1204) e Aleixo III (r. 1195–1203).[20]
- Eudócia Angelina (nascida ca. 1134), casada com Basílio Tzicandales Gudeles. O casal não teve filhos.[21]
- Zoé Angelina (nascida ca. 1135),  casada com Andrônico Sinadeno. O casal teve vários filhos, cujos nomes são desconhecidos.[22]
- Isaac Ângelo Ducas (nascido ca. 1137), casado e teve ao menos quatro crianças.[23]

## Identidade
Começando com Du Cange, muitos historiadores mais antigos distinguiram duas pessoas de mesmo nome, uma vez que um nobre menor chamado Constantino Ângelo, da Filadélfia, casou-se com a quarta filha de Aleixo I e recebeu o título de pansebastohipertato, enquanto que Constantino Ângelo, tio de Manuel I, é registrado nas fontes como sebastohipertato. Contudo, em 1961, Lucien Stiernon demonstrou que as duas pessoas era de fato a mesma, com pansebastohipertato sendo meramente um aumento retórico do título.